# ニュージーランド勲章
ニュージーランド勲章（The Order of New Zealand, ONZ）は、ニュージーランドで最高位の勲章である。ONZと略される。1等級のみからなる。

## 概要
イギリス王室勅許状により1987年2月6日に創設された勲章。ニュージーランド国王とニュージーランド国民に対し公共功績を残した民間人および軍人に与えられる勲章である。
ニュージーランド勲章は存命する人物を対象に授与される勲章であり正受章者は最大で20名。正受章者のほかに、補助受章者と名誉受章者の特別受章者が存在する。
正受章者と補助受章者は選考基準が異なるため、正受章者が死去した後、補助受章者が繰り上がり正受章者に就任することはない。
受章者は死去または受章を辞退した時点で、勲章はニュージーランド国王へ返還される。返還された勲章は選考を経て、新受章者へ授与される。新受章者が決定しない場合はニュージーランド国王に返還される。
受章者は氏名後方に『ONZ』または『The Order of New Zealand』と記載することが許可されている。

## 歴史
1902年に創設された英国メリット勲章と1917年に創設された大英帝国勲章を基準に1987年に新設された勲章および勲章制度である。
それまでの勲章制度では、英連邦王国の市民と軍人を対象に授与される大英帝国勲章が最高位の勲章であったが、1987年に現制度が創設してからはニュージーランド最高位の勲章となる。
補助受章者制度はワイタンギ条約150周年を記念し1990年に創設された制度である。受章者はニュージーランドを含む英連邦王国の人物が対象になる。
名誉受章者はニュージーランド国王とニュージーランド国民に対し公共功績を残した人物に授与される。受章者は英連邦王国の人物もしく非英連邦王国の人物が対象になる。

## 勲章デザイン

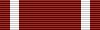
ニュージーランド勲章に付けられるリボン

勲章のデザインにはニュージーランドの国章とマオリ族の伝統的なデザインであるコワイワイ(Kowhaiwhai)模様が採用され、国章とコワイワイの周囲はマオリ族の伝統的な色彩色である黒、白、赤で着色されている。勲章本体は赤と白のリボンに付けられる。
マオリ族の伝統的な色彩色である黒、白、赤の意味は諸説あり、黒＝過去、白＝現在、赤＝未来を表し、過去から未来へ流れる時間的な変遷を意味することがある。他方、黒＝権威、白＝英知、赤＝力と解釈されることもあり、[黒＝闇、夜、未知]、[白＝精神、光]、[赤＝女性、母なる大地、命]と解釈されることもあり生命の循環を意味することもある。色彩色の解釈については、ポリネシア文化やハワイ文化も融合するため、特定の見方は存在しない。
勲章のデザインはニュージーランド紋章室のフィリップ・オシェイが担当。オシェイはニュージーランド国王が授与するすべての勲章デザインを担当している（なお、オシェイは2004年にニュージーランド紋章室を退職し現在は紋章室顧問）。

## 受章者一覧
君主
エリザベス2世（ニュージーランド女王）
正受章者
- ジューン・ブランデル（第12代ニュージーランド総督夫人）（受章日：1988年2月6日）
- ミリアム・デル（女性社会活動家）（受章日：1993年2月6日）
- マーガレット・マーヒー（児童文学作家）（受章日：1993年2月6日）
- ウェツ・ティリカテネ・スリヴァン（女性政治家）（受章日：1993年2月6日）
- キリ・テ・カナワ（女性声楽家）（受章日：1995年6月17日）
- ミルズ・ウォーレン（建築家）（受章日：1995年6月17日）
- ジム・ボルジャー（第35代ニュージーランド首相）（受章日：1997年12月31日）
- ケン・ダグラス（ニュージーランド労働組合理事会会長）（受章日：1998年12月31日）
- クリフ・ワイティング（芸術家）（受章日：1998年12月31日）
- マイク・ムーア（第34代ニュージーランド首相）（受章日：1999年12月31日）
- トーマス・スタフォード・ウィリアムズ（ニュージーランド・カトリック教枢機卿）（受章日：2000年6月5日）
- ジョナサン・ハント（政治家）（受章日：2004年12月31日）
- ロイド・ギアリング（神学者）（受章日：2006年12月30日）
- ケネス・キース（判事）（受章日：2007年6月4日）
- ドン・マキノン（政治家）（受章日：2007年12月31日）
- マレー・ハルバーグ（陸上競技選手）（受章日：2008年6月2日）
- ヘレン・クラーク（第37代ニュージーランド首相）（受章日：2009年12月31日）
- ボブ・チャールズ（ゴルファー）（受章日：2010年12月31日）
- リッチー・マコウ（ラグビー選手）（受章日：2015年12月31日）
- 空席：1席

補助受章者
- マイケル・ダフィー（オーストラリアの政治家）（受章日：1990年2月6日）
- キャサリン・ティザード（第16代ニュージーランド総督）（受章日：2002年6月3日）
- ブライアン・ロホア（ラグビー選手、指導者）（受章日：2007年2月6日）
- ポール・リーブズ（第15代ニュージーランド総督）（受章日：2007年2月6日）
- クリスチャン・カールソン・ステッド（作家）（受章日：2007年2月6日）
- オーウェン・ウッドハウス（判事）（受章日：2007年2月6日）

名誉受章者
- シュリダス・ランファル（第2代英国連邦事務局長）（受章日：1990年2月6日）